# 쿠치베하르구

인도 서벵골주 쿠치베하르구

쿠치베하르구(힌디어: कूचबिहार जिला, 벵골어: কোচবিহার জেলা)는 인도 서벵골주에 있는 구이다.
이전에 카마루파 왕국의 일부였던 이 지역은 12세기에 카마타 왕국의 중심이 되었다. 영국령 인도 시대 동안, 그 지역은 인도의 일부가 된 1949년까지 쿠치 왕조에 의해 통치된 쿠치베하르 국가로 알려져 있었다.
이 지역은 북벵골의 평평한 평원으로 구성되어 있으며 가장 주목할 만한 강으로는 티스타강, 잘다카강, 토르사강이 있다. 그 지역은 전국에서 예약 카스트 비율이 가장 높고, 그들이 다수를 차지한다.

## 어원
쿠치베하르라는 이름은 쿠치족의 이름인 쿠치어의 타락한 형태인 쿠치 두 단어에서 유래했고, 베하르라는 단어는 땅을 의미하는 비하라에서 유래했으며, 쿠치베하르는 쿠치족의 땅을 의미한다.

## 지리학
쿠치베하르구는 서벵골주 잘파이구리 지방에 속한 지역이다. 쿠치베하르구는 주의 북동부에 위치하고 북쪽으로는 잘파이구리구와 알리푸르두아르구, 동쪽으로는 아삼주의 두브리와 코크라자르 서쪽과 남쪽으로는 방글라데시와 국경을 접합한다. 이 지역은 서벵골주의 히말라야 테라이의 일부를 형성한다.
지정학적 호기심은 쿠치베하르구에 총 47.7km2의 면적을 가진 92개의 방글라데시 고립 지역이 있다는 것이었다. 비슷하게, 방글라데시에는 총 69.5km2의 면적을 가진 106개의 인도인 거주지가 있었다. 이것들은 수 세기 전에 두 지역의 왕 쿠치베하르구의 라자와 랑푸르의 마하라자 사이의 높은 지분 카드 또는 체스 게임의 일부였다.

## 인구
2011년 인구 조사에 따르면 쿠치베하르구의 인구는 2,819,086명으로 자메이카와 거의 같다. 이것은 인도에서 136위를 차지한다(총 739개 중). 이 지역의 인구 밀도는 평방 킬로미터 당 833명이다. 2001년부터 2011년까지 인구 증가율은 13.86%였다. 쿠치베하르구는 남성 1,000명당 여성 942명의 성비를 가지고 있으며, 문맹률은 75.49%이며, 인구의 10.27%가 도시 지역에 살고 있다. 카스트와 부족은 각각 인구의 1,414,336명(50.17%)과 18,125명(0.64%)을 차지한다. 쿠치베하르구는 예정된 카스트들이 인구의 대다수를 차지하는 인도의 유일한 지역이다.

## 같이 보기
- 인도-방글라데시 월경지